# 셰크셰크
셰크셰크(타타르어: чәк-чәк, 카자흐어: шәк-шәк), 세크세크(바시키르어: сәк-сәк), 또는 차크차크(우즈베크어: chak-chak, 키르기스어: чак-чак, 타지크어: чақ-чақ)는 타타르인을 비롯한 중앙아시아 사람들의 음식이다. 특히 타타르스탄과 바시코르토스탄에서 흔히 먹는다.

## 만들기
밀가루 반죽을 개암 크기로 둥글게 빚어서 기름에 튀긴 다음, 뜨거운 꿀을 입혀 만든다.

## 종류
둥근 공 모양인 것과 짧은 국수 모양인 것이 있다. 국수 모양인 것은 타타르스탄과 바시코르토스탄에서 각각 보하르 켈레웨세(타타르어: бохар кәләвәсе)와 보하르 켈레웨헤(바시키르어: бохар кәләвәһе)라 불리며, 다른 중앙아시아 국가에서는 셰크셰크의 일종으로 여겨진다. 카자흐스탄의 셰크셰크는 국수 모양인 경우가 많다.

## 사진 갤러리

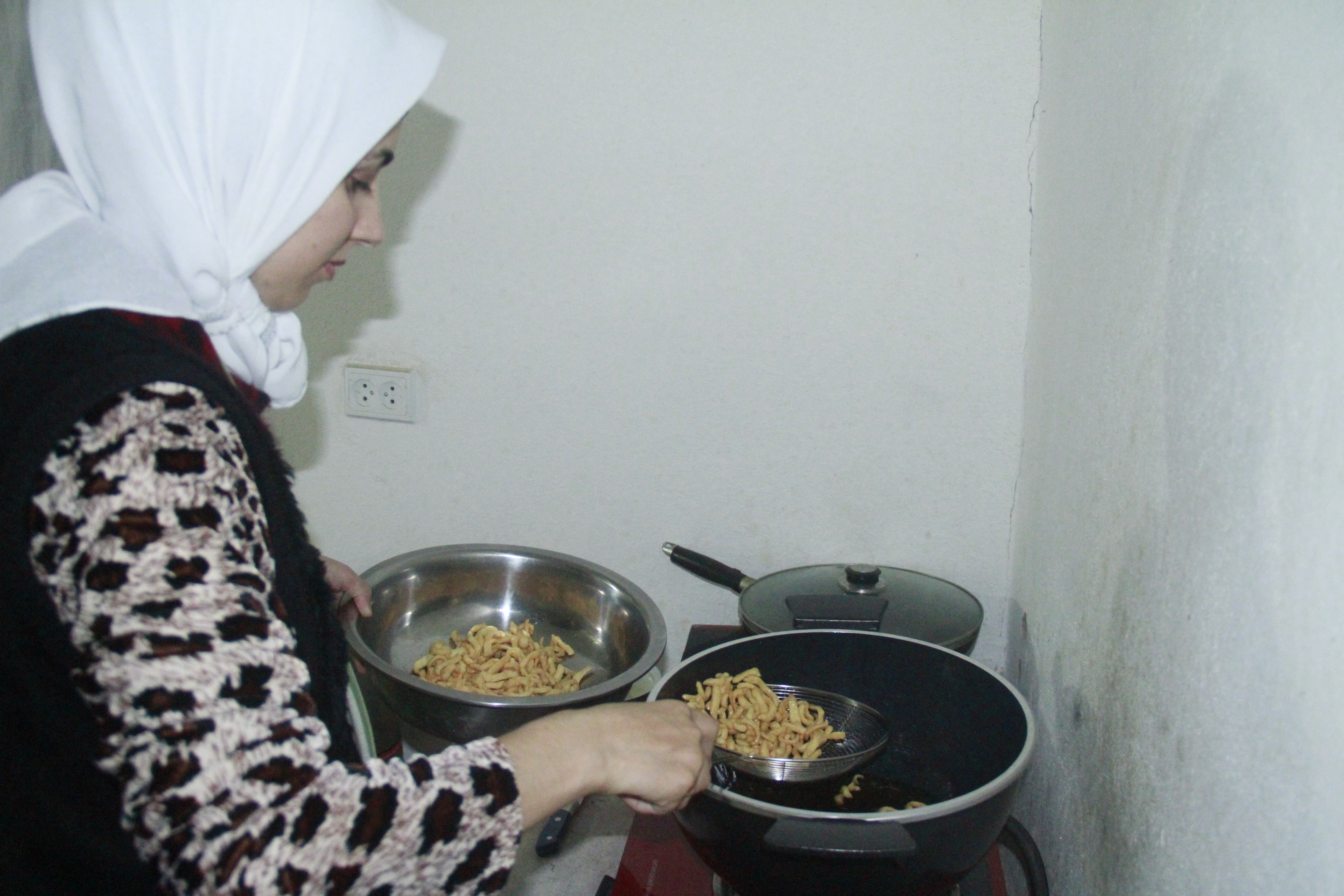
셰크셰크 만들기
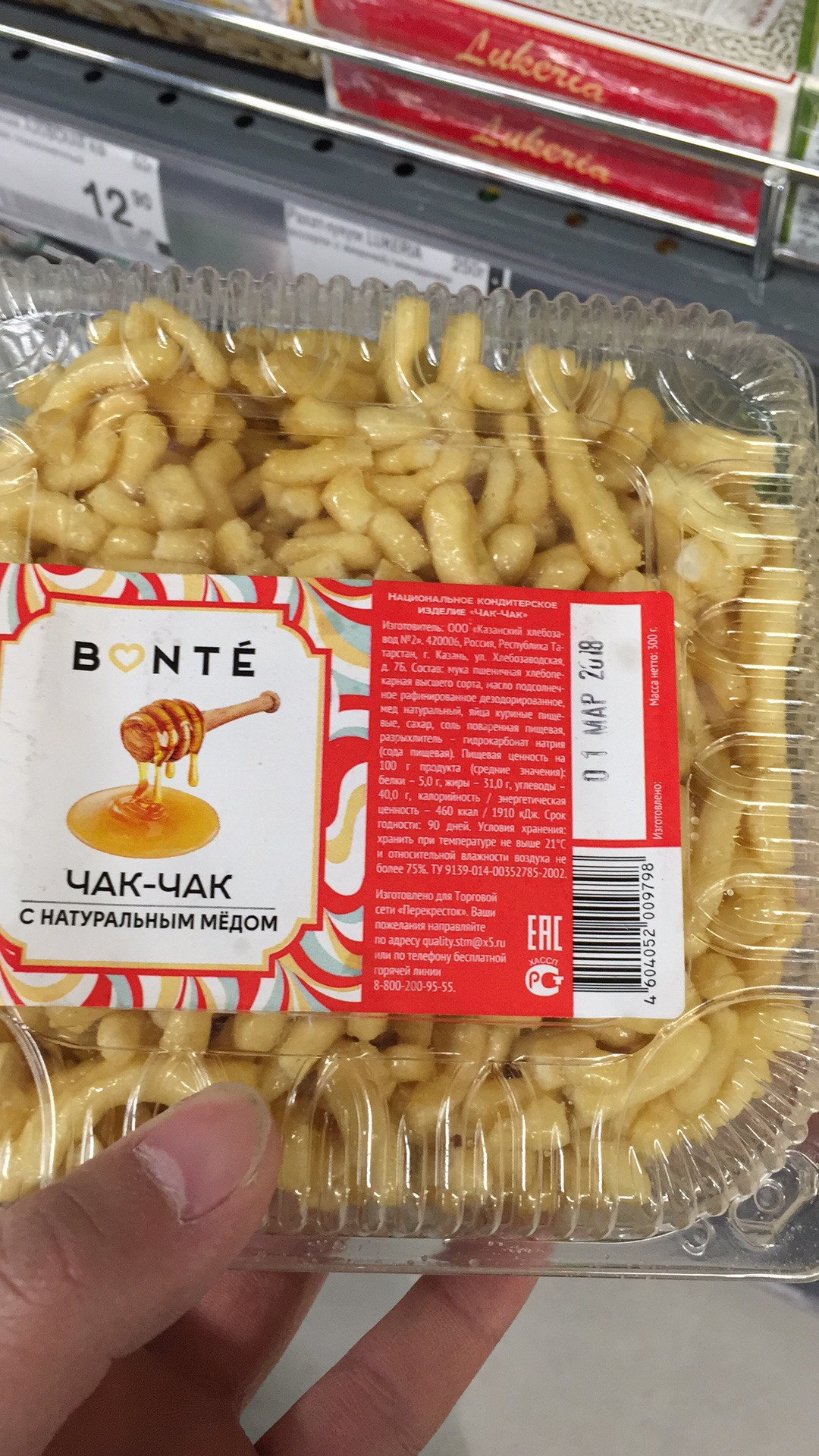
셰크셰크

## 같이 보기
- 사치마